# MANIJU
『MANIJU』（マニジュ）は、2017年7月19日に、Daisy Musicから発売された佐野元春の17枚目のアルバム。

## 概要
前作『BLOOD MOON』から実に2年となるアルバムで、佐野のバックバンド「THE COYOTE BAND」による第4弾アルバム。本作発売に先立ち、iTunes Storeで本作から「新しい雨」「純恋（すみれ）」が先行配信された。
アルバム・タイトルの「MANIJU（マニジュ）」は「摩尼珠」と記す仏教用語で「摩尼」とも言われ、望みをすべてかなえるという珠玉を指す。
『白夜飛行』と『夜間飛行』は、一言一句同じ歌詞を、タイトルも曲調も異なる2つの曲に仕上げた稀有な例である。

## アートワーク
アートワークは、前作『BLOOD MOON』を手掛けたイギリスのデザイングループ、StormStudioが引き続き担当した。

## 販売形態
通常盤・特別編集版（初回限定ボックス盤）・アナログ盤の3形態でリリース。
特別編集版はミュージック・ビデオを6曲収録したDVD・佐野自身のDJによる「元春レイディオ・ショー」ボーナスCD・100頁アートブック&詩集・特製ピンナップ＋6枚組ポストカード・NHK-BSで放送されたドキュメンタリー「佐野元春ニューヨーク旅‘Not Yet Free’ 何が俺たちを狂わせるのか」で公開された新曲「こだま - アメリカと日本の友人に」を無料ダウンロードできるダウンロード・パスキーを封入。
アナログ盤は、180ｇ重量盤で、テッド・ジャンセンがマスタリングを担当。高品質デジタル原盤マスターからカッティングを行なった。

## 収録曲
全作詞・作曲・編曲：佐野元春

### 特別編集版（初回限定ボックス盤）・通常盤共通
1. 白夜飛行
2. 現実は見た目とは違う
3. 天空バイク
4. 悟りの涙
5. 詩人を撃つな
6. 朽ちたスズラン
7. 新しい雨
8. 蒼い鳥
9. 純恋（すみれ）
10. 夜間飛行
11. 禅ビート
12. マニジュ

### 特別編集版（初回限定ボックス盤）付属DVD
1. 白夜飛行（MUSIC VIDEOS)
2. 天空バイク（MUSIC VIDEOS)
3. 悟りの涙（MUSIC VIDEOS)
4. 朽ちたスズラン（MUSIC VIDEOS)
5. 純恋（すみれ）（MUSIC VIDEOS)
6. 禅ビート（MUSIC VIDEOS)

### 特別編集版（初回限定ボックス盤）付属BONUS CD
「元春レイディオ・ショー 特別編」
1. 天空バイク
2. 現実は見た目とは違う
3. 白夜飛行
4. 悟りの涙
5. 禅ビート
6. 純恋（すみれ）
7. 朽ちたスズラン